# 布奇卡河
布奇卡河（烏克蘭語：Бучка），是烏克蘭北部的河流，屬於茲德維日河的右支流。該河發源自皮利波維奇以東，流經基輔州的布查區，河道全長6.5公里。